# 埃文·格什科維奇
埃文·格什科維奇（1991年10月26日—），美国记者，為《华尔街日报》报道關於俄罗斯的新聞。

## 职业生涯
格什科维奇于2022年1月入职《华尔街日报》，专门报道俄乌战争。在被捕之前他在俄罗斯生活了六年。

## 审判与监禁
2023年3月30日，格什科维奇在莫斯科以东约900英里的叶卡捷琳堡执行采访任务时被俄罗斯聯邦安全局以间谍罪名拘留，此后被持续监禁。这是自冷战以来美国记者首次因在俄罗斯被指控从事间谍活动而被捕。
2023年4月17日，美國駐俄羅斯大使琳恩·M·崔西探視格什科維奇後，稱其身體健康、安全無虞。
2023年4月18日，格什科維奇就在29日的正式審判前持續被羈押在莫斯科的列福爾托沃監獄的決定向莫斯科法院上訴，最終法官駁回上訴。
2023年5月23日，俄羅斯法院延長拘押格爾什科維奇至8月30日。
2024年6月，俄罗斯检方批准了对格什科维奇的起诉，指控他代表美国中央情报局收集一家俄罗斯国防承包商的信息。
2024年7月19日，俄羅斯斯维尔德洛夫斯克地区法院判決，格什科維奇間諜罪罪名成立，被判入獄16年。
2024年8月1日，美俄等國決定交換囚犯，當中被釋放的包括格什科維奇。

## 荣誉
格什科维奇被《时代》杂志评为2023年全球最具影响力的100人之一。